# Iablunivka, Pidhaiți
Iablunivka (în ucraineană Яблунівка) este un sat în comuna Uhrîniv din raionul Pidhaiți, regiunea Ternopil, Ucraina.

## Demografie
Componența lingvistică a localității Iablunivka
     Ucraineană (99,78%)
     Alte limbi (0,22%)
Conform recensământului din 2001, majoritatea populației localității Iablunivka era vorbitoare de ucraineană (99,78%), existând în minoritate și vorbitori de alte limbi.